# Epidendrum colombianum
Epidendrum colombianum är en orkidéart som beskrevs av Alex Drum Hawkes. Epidendrum colombianum ingår i släktet Epidendrum och familjen orkidéer. Inga underarter finns listade i Catalogue of Life.